# Echinopustulus samuelnelsoni
 (avril 2021).
Echinopustulus
Genre
Espèce
Echinopustulus samuelnelsoni, unique représentant du genre Echinopustulus, est une espèce fossile d'opilions dyspnois.

## Distribution
Cette espèce type a été découverte au Missouri aux États-Unis. Elle date du Carbonifère.

## Description
L'holotype mesure 8,7 mm.

## Étymologie
Cette espèce est nommée en l'honneur de Samuel Nelson.

## Sous-ordre
Selon World Catalogue of Opiliones (20/04/2021) :
- Acropsopilionoidea Roewer, 1923
  - Acropsopilionidae Roewer, 1923
  - † Halithersidae Dunlop, Selden & Giribet, 2016
- Ischyropsalidoidea Simon, 1879
  - Ischyropsalididae Simon, 1879
  - Sabaconidae Dresco, 1970
  - Taracidae Schönhofer, 2013
  - famille indéterminée
    - † Piankhi Dunlop, Bartel & Mitov, 2012
- Troguloidea Sundevall, 1833
  - Dicranolasmatidae Simon, 1879
  - Nemastomatidae Simon, 1872
  - Nipponopsalididae Martens, 1976
  - Trogulidae Sundevall, 1833
  - † Eotrogulidae Petrunkevitch, 1955
  - † Nemastomoididae Petrunkevitch, 1955
- super-famille et famille indéterminée
  - † Ameticos Garwood, Dunlop, Giribet & Sutton, 2011
  - † Echinopustulus Dunlop, 2004

## Publication originale
- Dunlop, 2004 : « A spiny harvestman (Arachnida: Opiliones) from the Upper Carboniferous of Missouri, USA. » Arthropoda Selecta, Special Issue, no 1, p. 67–74 (texte intégral).